# Universitat Internacional de Catalunya
La Universitat Internacional de Catalunya (UIC Barcelona) és una universitat privada amb seu a Barcelona creada l'any 1997 i reconeguda pel Parlament de Catalunya per la Llei 11/1997, de l'1 d'octubre. Forma part de la Xarxa Vives d'Universitats. Té dos campus, un a Barcelona i l'altre a Sant Cugat del Vallès.
Actualment compta amb 4.660 alumnes de grau i postgrau i amb 520 professors. L'any 2018, el 61,63% dels alumnes de la universitat eren dones.
El seu ideari està basat en l'humanisme cristià i ofereix atenció pastoral al seu Servei de Capellania, a càrrec de la Prelatura de l'Opus Dei.

## Centres docents
- Facultat de Ciències Econòmiques i Socials. Ofereix el grau en Administració i Direcció d'Empreses, els dobles graus en ADE + Enginyeria en Organització Industrial (amb la Politecnica di Torino), ADE + Dret i ADE + Humanitats. En tots els casos es pot cursar també en anglès. Compta a més amb màsters i cursos de formació contínua. La facultat està estretament connectada amb el món de l'empresa amb més de 300 convenis de pràctiques i dues càtedres d'empresa: la Càtedra de Direcció per Missions i Govern Corporatiu i la Càtedra d'Economia Pública: Avaluació de Polítiques Sanitàries i Educatives. La degana és la Dra. Marta Mas.[5]
- Facultat de Ciències de la Comunicació. La facultat imparteix els graus en Comunicació Audiovisual, Periodisme, Publicitat i Relacions públiques així com els dobles graus internacionals de Periodisme + Mass Communication with a concentration in Journalism, Publicitat i Relacions Públiques + Mass Communication with concentration in Public Relations, impartides juntament amb la IONA College (NY). Així com màsters, postgraus i d'altres activitats de formació contínua. L'equip docent de la facultat procedeix en la majoria dels casos de l'àmbit professional de la comunicació: mitjans de comunicació, agències, productores, etc. Quant a les instal·lacions, la facultat compta amb un plató de televisió i un estudi de ràdio totalment equipats. El degà és el Dr. Alfonso Méndiz.[6]
- Facultat de Dret. Ofereix el grau en Dret, els dos dobles graus en ADE + Dret, Humanitats + Dret, així com dobles titulacions de Dret + International Studies i Dret + Political Science, que imparteix juntament amb la IONA College (NY). Així mateix ofereix programes de formació contínua, màsters i postgraus. En tots els casos, la teoria i la pràctica es complementen, amb sessions a càrrec de despatxos d'advocats i dels principals col·legis professionals vinculats a l'àmbit jurídic. La facultat compta amb una sala de vistes on els alumnes poden reconèixer i practicar 'in situ' el procediment real d'un judici. La degana és Pilar Fernández Bozal.[7]
- Facultat d'Educació. Ofereix els graus en Educació Infantil i Educació Primària, que es poden cursar també en mode bilingüe. També imparteix els dobles graus en Educació Infantil + Educació Primària i en Educació Primària + Humanitats. Ofereix també màsters i postgraus i formació contínua. Les assignatures s'imparteixen fent servir diferents metodologies i activitats, a través de les diferents àrees. Es treballa amb diferents metodologies i eines com la robòtica, la gamificació o les noves tecnologies que serveixen per treballar les matemàtiques, les llengües, la nutrició i la sostenibilitat. La facultat compta amb un conveni amb el Departament d'Ensenyament de la Generalitat de Catalunya que dona accés a 2.100 centres acreditats (públics i concertats) perquè els alumnes realitzin les pràctiques de grau. També te signats molts convenis amb centre privats nacionals i internacionals. La facultat ofereix la possibilitat de realitzar pràctiques d'aprenentatge servei a aules hospitalàries o camps de treball a països en via de desenvolupament. La degana és la Dra. Esther Jiménez.[8]
- Facultat d'Humanitats. Ofereix el grau en Humanitats i Estudis Culturals així com els dobles graus en Educació Primària + Humanitats, Humanitats + Dret i Humanitats + ADE. En l'àmbit de la formació de postgrau, la facultat ofereix el Màster Universitari en Gestió Cultural. La Facultad d'Humanitats té un papel important dins la universitat amb les assignatures transversals de Pensament Socio-Polític i d'Ètica, que s'imparteixen en totes les titulacions. En l'àmbit de la investigació compta amb la revista científica Revista d'Humanitats.[9] La degana és la Dra. Judith Urbano.[10]
- Facultat de Medicina i Ciències de la Salut. Se situa al Campus Sant Cuhat i imparteix els estudis de Medicina, Fisioteràpia i Infermeria, juntament amb la corresponent oferta de màster, postgrau i cursos de formació continua. La facultat comparteix espai amb l'Hospital General de Catalunya. L'alumne està en un ambiernt hospitalari, el que el facilita la interacció diària amb els professionals de la salut i afavoreix l'intercanvi d'experiències. El degà és el Dr. Albert Balaguer.
- Facultat d'Odontologia. El grau en Odontologia de UIC Barcelona se situa a la posició 151-200 a nivell mundial i a nivell nacional en tercera posició, segons el Rànquing de Xangal.[11] Els alumnes complementen la seva formació acadèmica amb la preparació pràctica a la Clínica Universitària d'Odontologia que compta amb 88 boxes per on passen més de 600 pacients diaris, així com el Laboratori de Preclínica Odontològica. La facultat està connectada amb el món de l'empresa amb dues càtedres d'empresa: Càtedra de Recerca en Disseny d'Implants MIS i la Càtedra Klockner Implant System. El degà és el Dr. Lluís Giner.
- School of Architecture, fundada a Barcelona (Espanya), l'any 1996, va ser la primera escola privada d'arquitectura de Barcelona i se situa en l'actualitat com a referent internacional en la docència de qualitat en el camp de l'ensenyament universitari en aquesta disciplina. L'escola ofereix el grau en Arquitectura, el Màster Universitari en Arquitectura Biodigital, el Màster Universitari en Cooperació Internacional: Arquitectura Sostenible d'Emergència (oficial) i el Postgrau en Accessibilitat i Disseny per a Tothom, a més d'una àmplia oferta de cursos de formació contínua. L'Escola aposta per la formació d'arquitectes al servei de la societat i és l'única escola d'arquitectura d'Espanya que té assignatures obligatòries de Cooperació, Sostenibilitat i Accessibilitat. Cada inici de curs els alumnes participen en el Taller Vertical, un taller intensiu de projectes, format per equips d'alumnes de segon a cinquè curs. Durant una setmana els estudiants treballen tots junts construint propostes sobre una temàtica d'interès social. També al llarg del curs, tenen lloc els Fòrums, un cicle de conferències impartides per professors convidats de prestigi nacional i internacional, per generar qüestions d'actualitat, reflexions i debats. Pel que fa a les instal·lacions, a més del taller de maquetes analògic, l'alumne té a la seva disposició l'últim en tecnologia al Taller d'Arquitectura Digital: Laser Cutting, CNC Milling i 3D printing. L'Escola està connectada amb el món de l'empresa amb dues càtedres d'empresa: la Càtedra hARQware Home, i la Càtedra d'Edificació Industrialitzada i Medi Ambient. El seu director és el Dr. Josep Lluís Ginovart.

## Rectors
- 2021 - Alfonso Méndiz Noguero[12]
- 2015 - 2021 Xavier Gil Mur[13]
- 2010 - 2015 Pere Alavedra Ribot
- 2001 - 2010 Josep Argemí Renom
- 1997 - 2001 Jordi Cervós Navarro

## Doctors Honoris Causa
- Dr. Pierpaolo Donati, 2017[14]
- Dra. Rivka Oxmnan, 2017[14]
- Dr. Joaquín Navarro-Valls, 2010
- Dr. Valentí Fuster Carulla, 2010
- Dr. Rafael Pich-Aguilera Girona, 2008
- Dr. Peter Franz Riederer, 2008
- Dr. Ramon Guardans i Vallès, 2005

## Instal·lacions
- Dos campus. Campus Salut Sant Cugat: 24.300 m² / Campus Barcelona: 23.500 m².
- Centre Integral de Simulació Avançada.
- Laboratori de Preclínica Odontològica.
- Clínica Universitària de Odontologia.
- SUPPORT. Clinica Universitària de Psicologia i Psiquiatria.

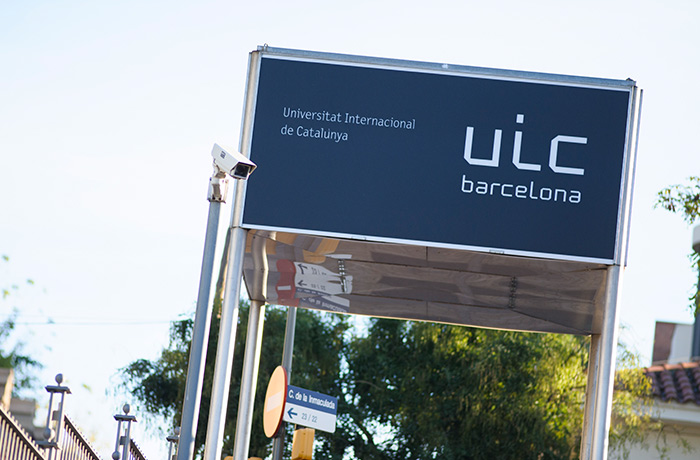
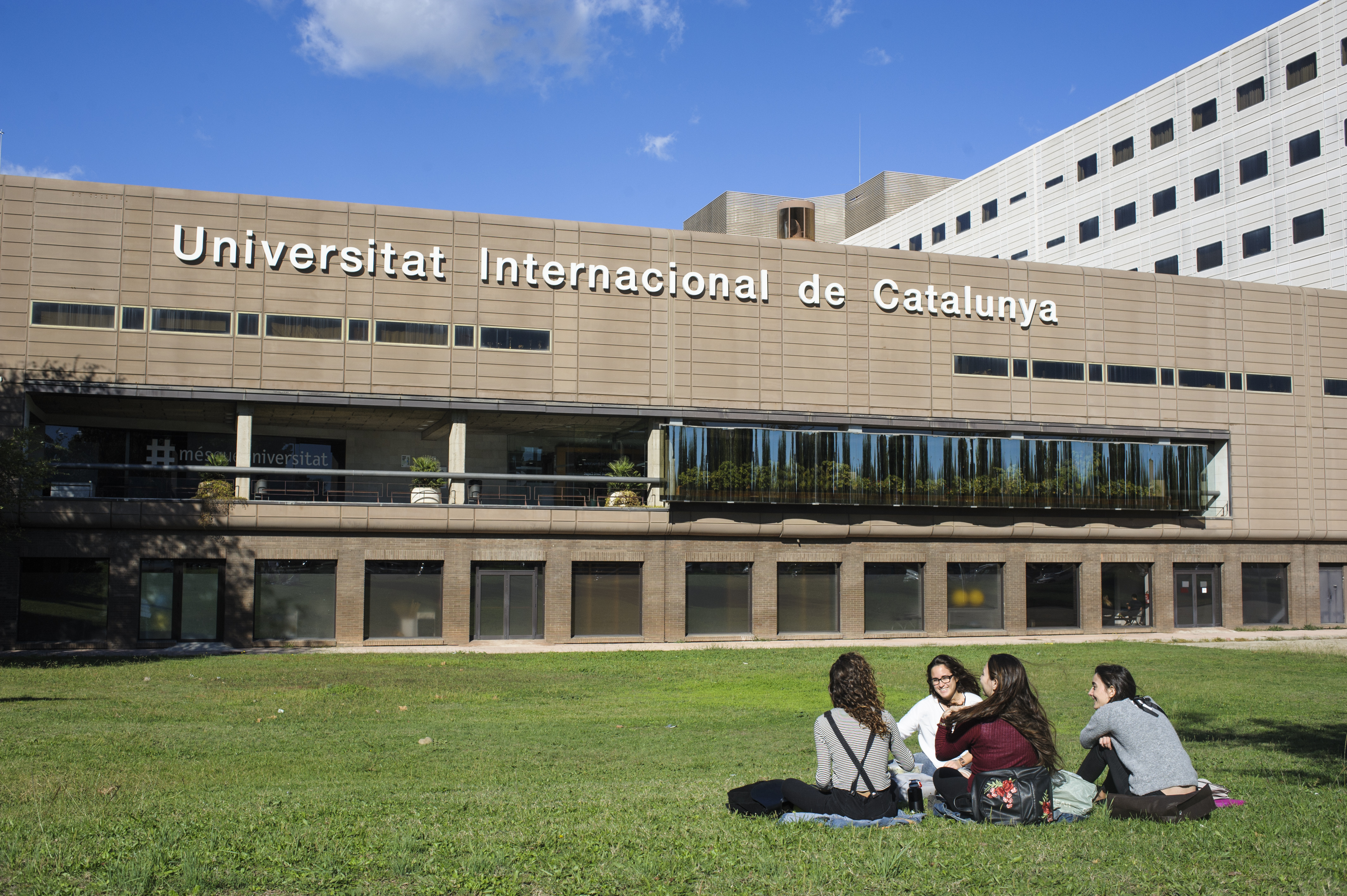
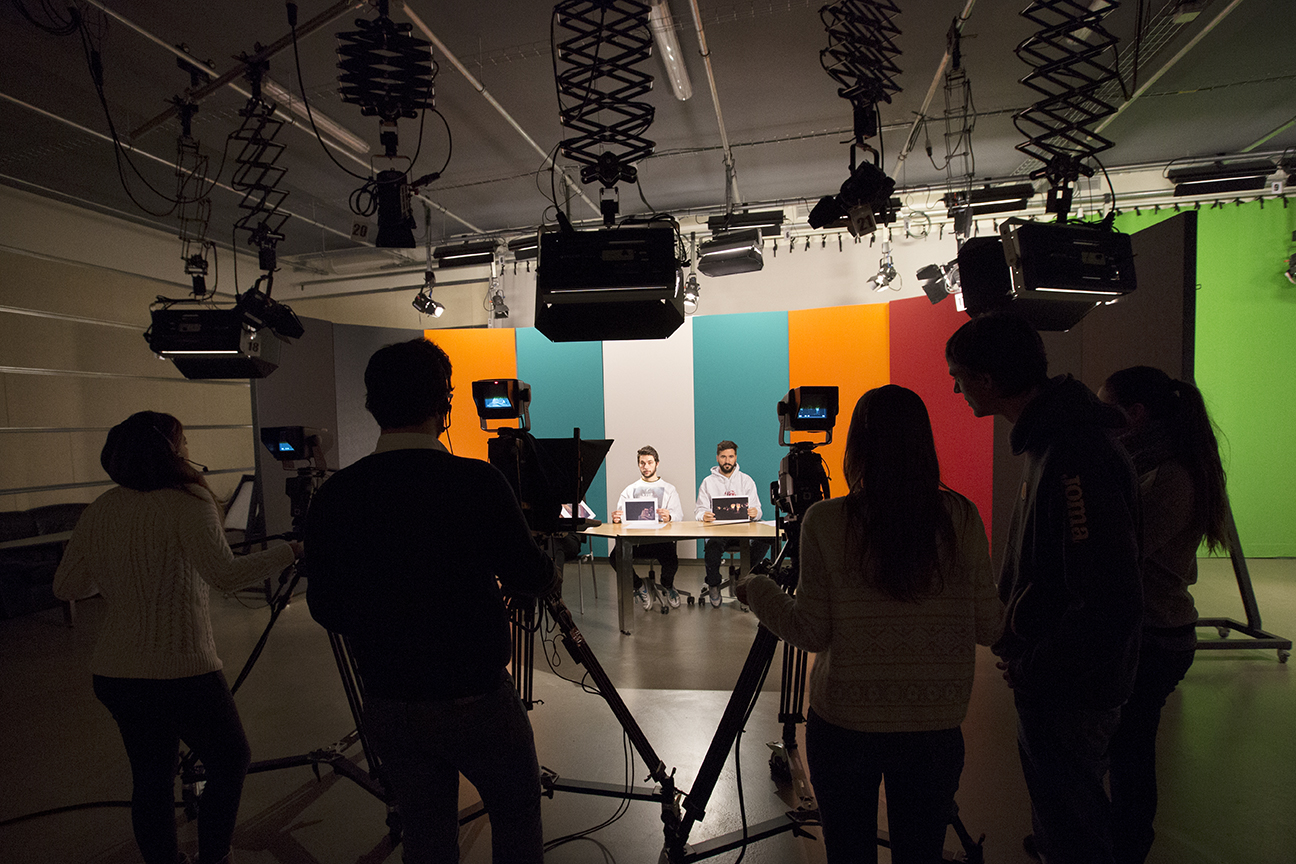
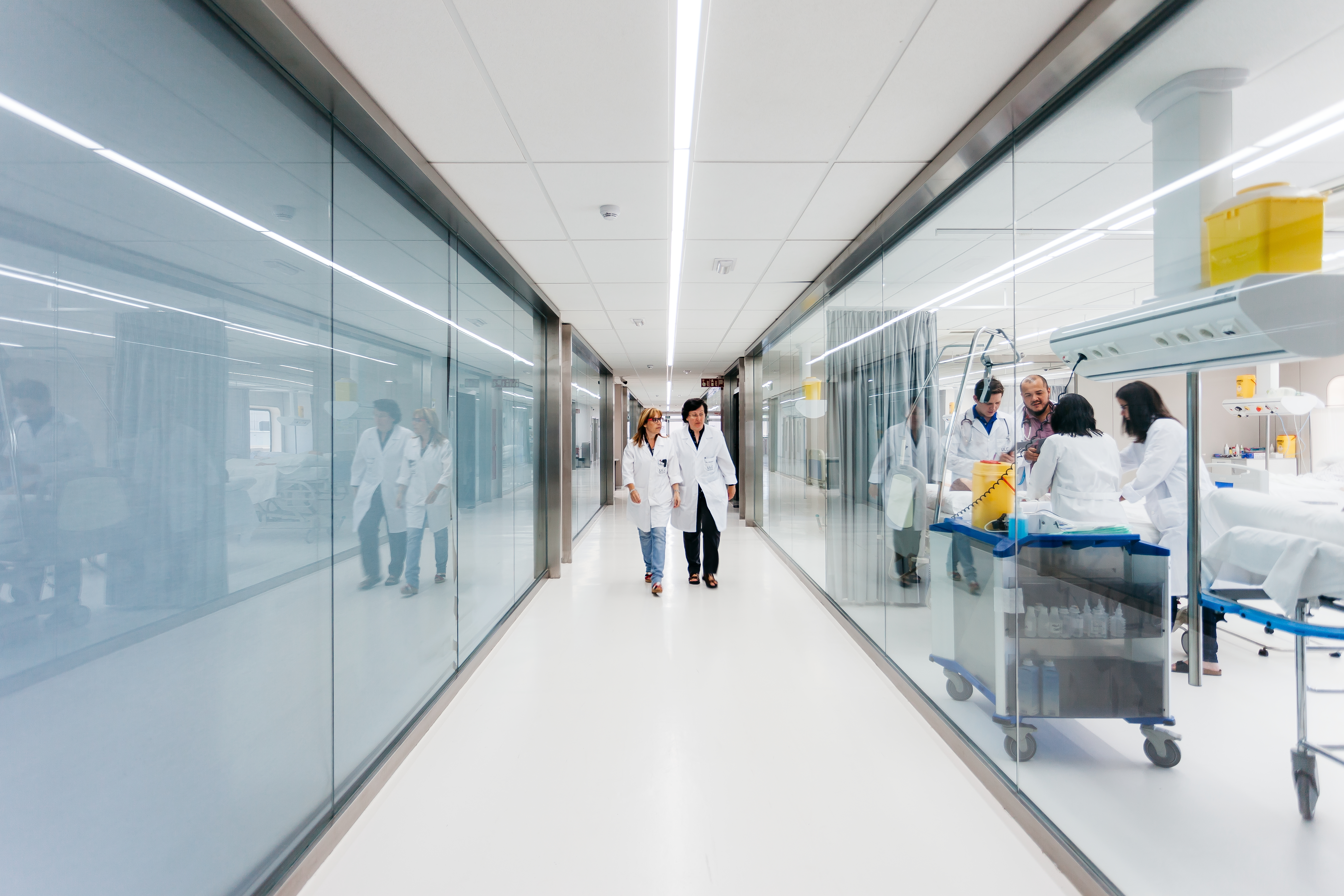
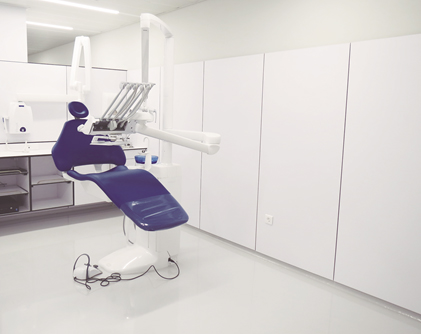

- Digital Media Studios.
- Biblioteques obertes tot l'any.
- Taller de maquetes.
- Sala de vistes.